# Support (laboratoire)
Pour les articles homonymes, voir Support.

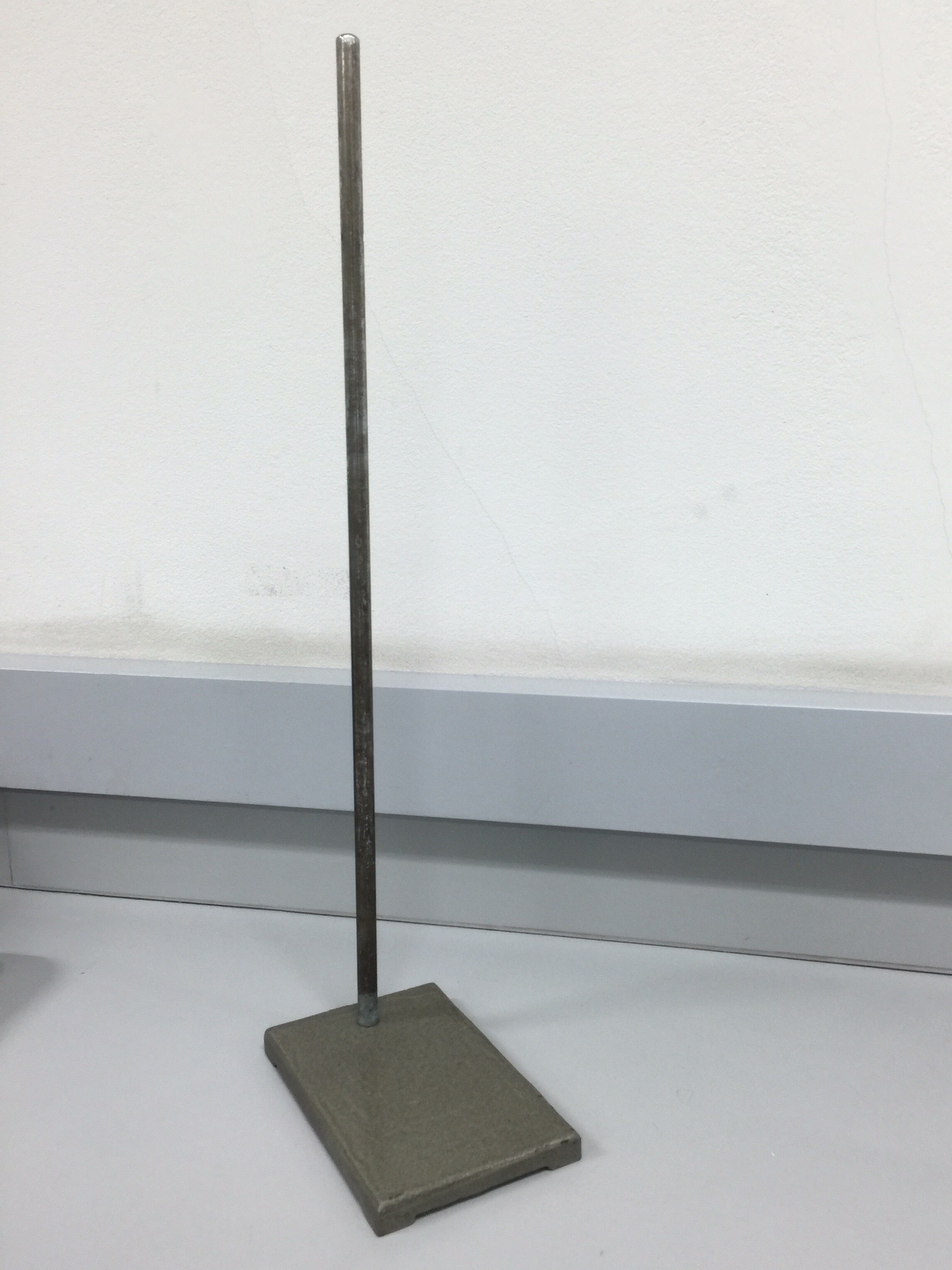
Un support universel de base.

En chimie, on appelle support de laboratoire, support universel ou support de cornue, une pièce d'équipement servant à soutenir d'autres pièces d'équipement ou de verrerie, comme des burettes, des flacons de laboratoire ou des béchers.
Habituellement, le support est fait de métal et est composé de deux parties : la base, et la tige verticale. En plus du support, d'autres pièces d'équipement de laboratoire peuvent y être attachées pour offrir plus de support à l'objet, comme des serre-joint ou des anneaux de support de laboratoire.

## Structure

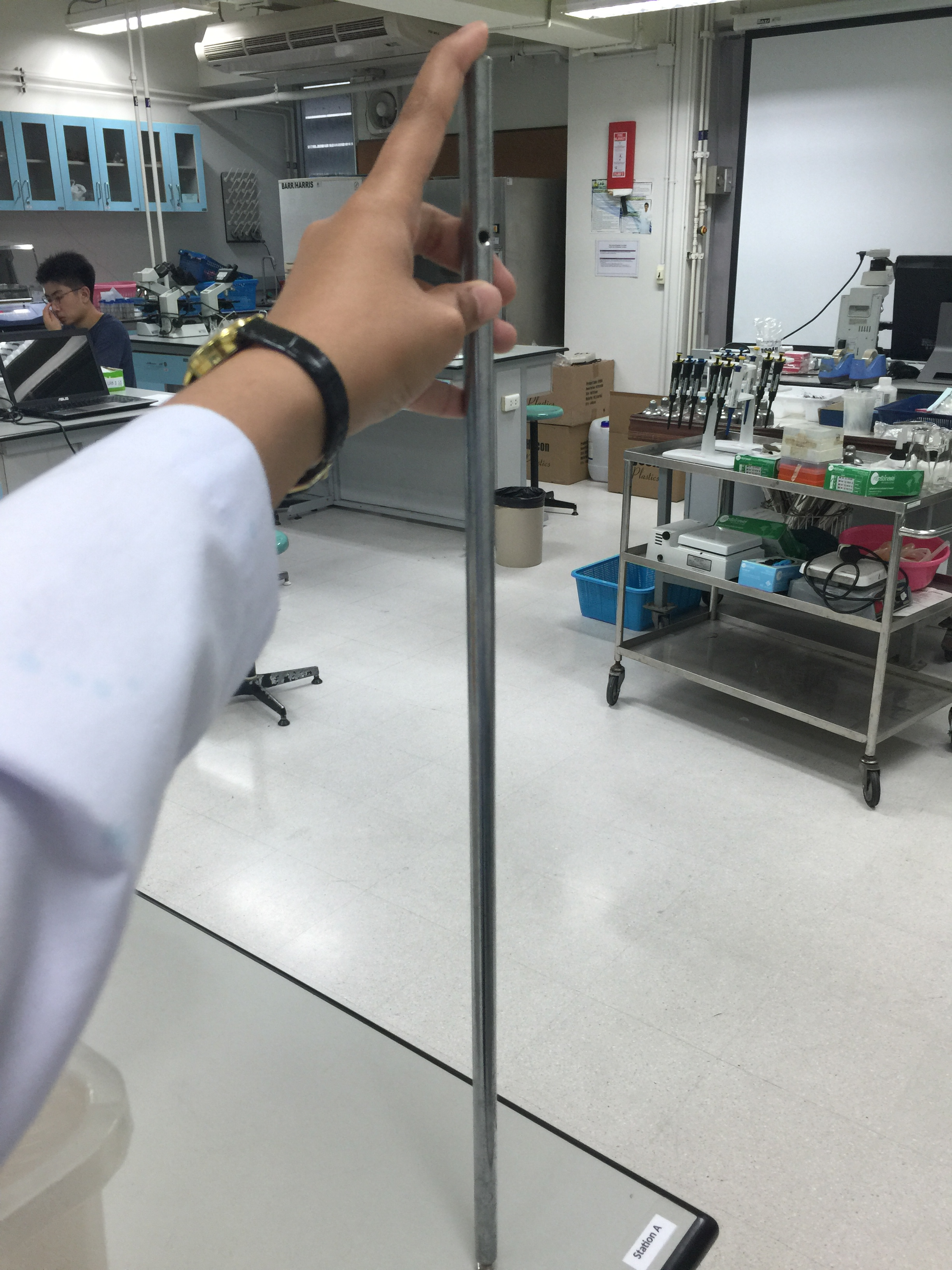
La tige.

La base du support de laboratoire prend souvent une forme rectangulaire de 200 × 125 mm. Elle est aussi plutôt lourde, devant supporter les charges tenues par les outils additionnels sur la tige métallique. La tige peut être jusqu'à 750 mm de haut et est rattachée à la base par un filetage femelle. Pour la plupart des expériences des laboratoires, la tige est assez haute, pouvant s'accommoder dans les hottes facilement. Si la tige doit être plus haute, la base doit être changée pour un trépied, qui offre plus de stabilité que la base normale. La base assure la stabilité en baissant le centre de gravité de la structure. La hauteur de la tige peut être ajustée en déplaçant le point fixé du support.

## Utilisation

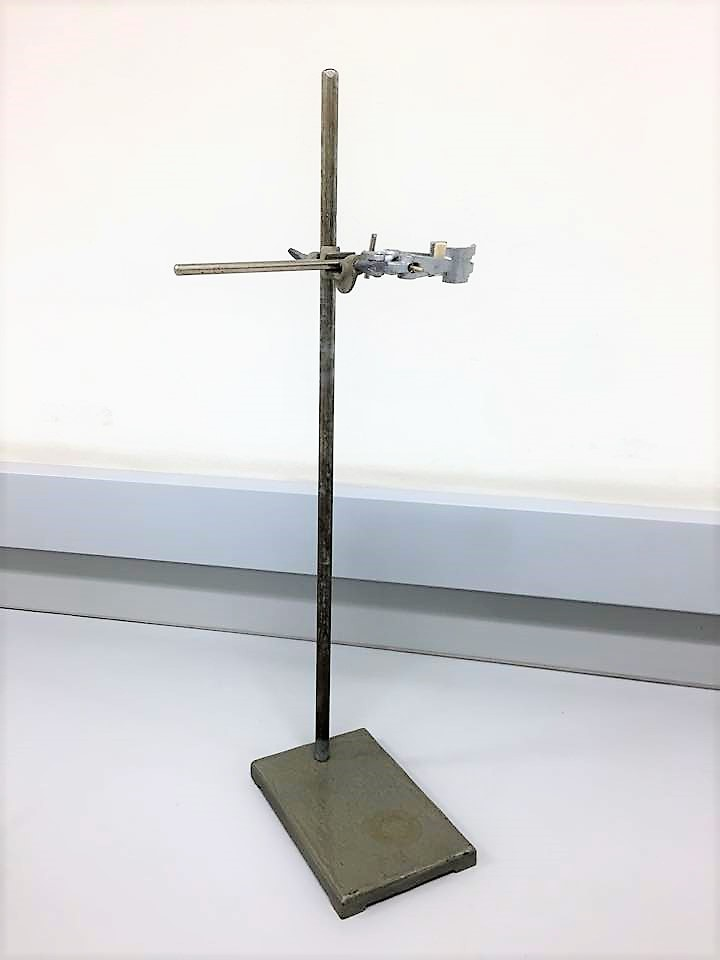
Support de laboratoire avec pince en anneau.

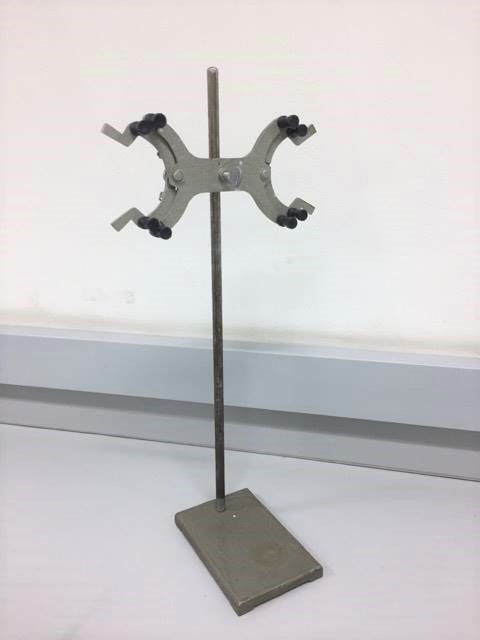
Support de laboratoire avec pince à burette.

Les supports universels sont souvent utilisés en chimie, notamment dans les expériences de filtration et de titrage.